# Strage di Annecy
 La strage di Annecy è stata una misteriosa sparatoria avvenuta il 5 settembre 2012 e che ha causato la morte di 4 persone, tre membri di una famiglia britannica e un cittadino francese, avvenuta sulla Route Forestière Domaniale de la Combe d'Ire, vicino a Chevaline, in Alta Savoia, poco distante dall'estremità meridionale del lago di Annecy . 
La famiglia inglese era composta da un uomo di origine irachena di 50 anni, Saad al-Hilli, da sua moglie Iqbal, 47 anni e dalla suocera Suhaila al-Allaf, 74 anni e passaporto svedese. Le 2 figlie della coppia sono entrambe sopravvissute: la prima, Zainab, di 7 anni, è stata ferita gravemente ad una spalla e alla testa, ed è rientrata nel Regno Unito il 14 settembre 2012 senza poter fornire informazioni utili alle indagini; la seconda, Zeena, di 4 anni, è rimasta illesa nascondendosi sotto le gambe della madre morta sul sedile posteriore per otto ore, invisibile anche mentre la gendarmeria era già sul luogo del delitto. Entrambe ora vivono in Inghilterra con lo zio paterno. La vittima francese è Sylvain Mollier, 45 anni.
L'attacco è stato paragonato all'uccisione nel 1952 del biochimico Jack Drummond. 
Nel settembre 2017, dopo 5 anni di indagini, la polizia francese ha dichiarato di non avere "nessuna teoria in corso" per spiegare gli omicidi e i sospetti. Veronique Dizot, il procuratore capo, ha ipotizzato che la famiglia "potrebbe essere stata presa di mira casualmente". 

## Descrizione dell'attacco
La sparatoria è avvenuta in una piazzola di sosta posta al termine della parte carrabile (chiusa dal 2014) di una piccola strada di montagna, alle ore 15:45 CEST del 5 settembre 2012. In totale sono stati sparati 25 colpi. I rapporti iniziali affermavano che era stata usata solo una pistola semiautomatica, anche se in seguito è stato ipotizzato che un'analisi balistica completa potrebbe confutare ciò. 
La strage è stata scoperta da William Brett Martin, un ex pilota britannico della RAF, residente in Francia, che è arrivato sul luogo del delitto durante un'escursione in bicicletta. Non aveva udito spari, probabilmente perché nei presunti istanti della sparatoria stava attraversando l'ultimo ponte sul fiume poche centinaia di metri prima del luogo dell'omicidio, e quindi il rumore dell'acqua potrebbe avere coperto il rumore degli spari. 
Per prima cosa ha visto la figlia maggiore di Al-Hilli, inciampare sulla strada e cadere davanti alla BMW Serie 5 familiare viola della sua famiglia, posizionata sulla piazzola. 
Subito prima della sparatoria, la BMW aveva fatto una brusca inversione di marcia sul piazzale, come dimostrano i segni lasciati sulla ghiaia e ancora ben visibili quando il sito è stato riaperto al pubblico. All'arrivo di Martin, il motore dell'auto era ancora acceso e la macchina era in retromarcia, con le ruote posteriori che giravano ancora nella sabbia sciolta, e la parte posteriore contro il versante della montagna. Le porte erano chiuse a chiave. All'interno i 3 morti, ognuno colpito due volte alla testa. 
Mollier, che passava in bicicletta, ucciso vicino alla macchina, è stato colpito da 7 colpi di arma da fuoco. 
Il 21 ottobre 2013, la BBC ha riferito di un fuoristrada grigio BMW X5 con guida a destra avvistato sulla scena del crimine al momento degli omicidi, il cui guidatore potrebbe essere un possibile complice insieme a un motociclista anch'esso avvistato nelle vicinanze. Gli investigatori francesi hanno riferito che il motociclista ha una barba con pizzetto e un casco insolito. 
Il 18 febbraio 2014, un uomo di 48 anni è stato arrestato in quanto rispondente alla descrizione del motociclista; la polizia ha ritrovato diverse armi da casa sua, nel villaggio locale di Lathuile, e si dice che fosse un collezionista di armi, ed era stato licenziato dalla polizia municipale nel giugno del 2013. Non è chiaro se gli investigatori pensassero che potesse essere coinvolto nelle uccisioni, comunque nel 2015 il motociclista visto nelle vicinanze dell'incidente, e ricercato dalla polizia, è stato rintracciato ed escluso dall'inchiesta in quanto passante estraneo al reato.
Sia il fuoristrada che la moto che lo stesso Mollier hanno superato Martin poche decine di minuti prima dell'omicidio.

## Indagine di polizia e ipotesi investigative
L'indagine è stata condotta dalle forze di polizia municipale di Chambéry, insieme alla Gendarmeria. Nel settembre 2012, al fine di accelerare le indagini, la Francia e la Gran Bretagna hanno deciso di creare una squadra investigativa franco-britannica Eurojust, cose che avviene raramente nel Regno Unito. 
Fin dai primi giorni si è indagato sul passato di al-Hilli in Iraq e sul suo lavoro di ingegnere (stava lavorando per Airbus e precedentemente per il Rutherford Appleton Laboratory); a casa di al-Hilli nel Surrey durante la perquisizione della polizia, sono stati analizzati oggetti successivamente descritti come "non- pericolosi", come ad esempio un taser, la cui detenzione è illegale nel Regno Unito. 
Nell'ottobre 2012, i pubblici ministeri svizzeri hanno dichiarato che al-Hilli aveva visitato una banca a Ginevra poco prima di essere ucciso. Un altro rapporto trapelato ha rivelato che Saad al-Hilli potrebbe aver avuto accesso a conti bancari appartenenti a Saddam Hussein.
Il 24 giugno 2013 nel Surrey è stato arrestato Zaid al-Hilli, 54 anni, fratello maggiore di Saad al-Hilli. Zaid aveva cercato di falsificare il testamento del padre e di ritirare 2 milioni di sterline dal suo conto bancario presso il Crédit Agricole di Ginevra in Svizzera. Zaid al-Hilli dichiarò di non essere colpevole delle sparatorie e si offrì di sottoporsi a un test della macchina della verità. Nel gennaio 2014, è stato annunciato che non c'erano prove sufficienti per incriminare Zaid al-Hilli e la sua detenzione è stata revocata.
Nell'estate del 2014, due anni dopo l'omicidio, i gendarmi francesi incaricati dell'indagine hanno scoperto che il precedente marito della signora Iqbal Al-Hilli - un ex ufficiale di polizia di nome Dudley Thomson che aveva sposato nel 1999 negli Stati Uniti, prima di divorziare qualche mese dopo, morì improvvisamente in autostrada, per un attacco di cuore, lo stesso giorno dell'omicidio, cioè il 5 settembre 2012, senza che si sapesse se quell'uomo era stato informato dell'omicidio della sua ex moglie. Secondo fonti giornalistiche, la signora Iqbal Al Hilli sembra aver nascosto questo primo matrimonio al secondo marito, conosciuto nel 2003.
Anche il figlio maschio Suhaila al-Allaf è stato sospettato ma si è verificato fosse ricoverato nel momento della strage.

### Ipotesi Mollier
È stato anche ipotizzato che l'obiettivo degli omicidi potesse essere invece il locale ciclista Mollier; padre di tre figli, aveva lavorato come saldatore in un laboratorio presso una filiale di Areva, ma non pare fosse a conoscenza di segreti nucleari. 
Dal suo suicidio nel giugno 2014, Patrice Menegaldo, un ex soldato della Legione straniera francese di Ugine, è stato posto in cima alla lista dei sospettati. Secondo Éric Maillaud, il procuratore di stato: "L'ipotesi più probabile per gli investigatori è un omicidio ad opera di un locale. Abbiamo un vero sospettato. Mi riferisco al legionario di Ugine." Menegaldo ebbe per sette anni una relazione con la sorella di Mollier e conobbe la compagna di Mollier, Claire Schutz. La polizia presume che Menegaldo si sia suicidato perché pensava di essere un sospettato, anche se la polizia stessa ha ammesso di non averlo avuto come sospetto principale quando gli hanno parlato nell'aprile 2014. 

### Ipotesi dello "psicopatico solitario"
Nell'ottobre 2012, un fascicolo confidenziale della polizia è stato divulgato a un giornale francese, dimostrando che gli investigatori credevano che le uccisioni fossero state condotte da "un assassino solitario e psicologicamente disturbato". Uno dei motivi addotti fu che l'assassino usava una pistola semiautomatica Luger P06 della Seconda Guerra Mondiale, un'arma che probabilmente non sarebbe stata usata da un assassino professionista. 
Nel novembre 2013, due uomini hanno fatto irruzione nella proprietà di un uomo e una donna che possedevano e gestivano un campeggio vicino al villaggio di Lathuile, a pochi chilometri da Chevaline. La donna è stata colpita a morte con una pistola e l'uomo è stato picchiato. Il motivo dell'attacco era sconosciuto.

### Ipotesi Nordahl Lelandais
La polizia ha esaminato anche l'ipotesi di un possibile serial killer dietro ad alcuni omicidi irrisolti nelle Alpi. Nordahl Lelandais, un ex soldato di 34 anni, è il principale sospettato in altri due casi nella zona. 
Uno riguarda la scomparsa e la morte di una bambina di otto anni, Maëlys de Araujo, avvenuta nell'agosto 2017 nella regione di Chambéry, durante un matrimonio in cui il sospettato era ospite; Lelandais è in carcere dal settembre 2017, nell'ambito di questa indagine. 
L'altro caso è l'uccisione di Arthur Noyer, un soldato di 24 anni, scomparso dopo un autostop in una discoteca sempre a Chambéry, il 12 aprile dello stesso 2017. 
Gli investigatori che hanno indagato sul caso de Araujo hanno scoperto che il cellulare di Lelandais era stato nella stessa area contemporaneamente ad Arthur Noyer. Il procuratore di Chambéry Thierry Dran ha riferito a una conferenza stampa che la Audi A3 nera di Lelandais è stata identificata nella zona dalle telecamere di sorveglianza e un'analisi del suo telefono ha scoperto che aveva cercato "decomposizione di un corpo umano" su Internet.
"Vedremo tutte le inquietanti sparizioni che hanno avuto luogo in questa regione", ha detto Dran ai giornalisti. Alla domanda sulle sparatorie di Annecy, Dran ha detto a Le Parisien : "Dato questo nuovo sviluppo, verificheremo (eventuali connessioni), e ciò sarà naturalmente fatto, per escludere o includere (il sospetto nelle indagini). Sarebbe sbagliato non farlo." 